# Comune di Hobro
Il comune di Hobro era un comune danese situato contea dello Jutland Settentrionale. Capoluogo era la cittadina omonima.
Con la riforma amministrativa entrata in vigore il 1º gennaio del 2007 il comune è stato soppresso. Il territorio comunale è stato accorpato ai comuni di Arden, Hadsund e a parte del comune di Mariager per dare luogo al neo-costituito comune di Mariagerfjord.
Il comune aveva una popolazione di 15 318 abitanti (2005) e una superficie di 166 km².